# Schwabing-Freimann
Schwabing-Freimann, Stadtbezirk 12 Schwabing-Freimann – 12. okręg administracyjny Monachium, w Niemczech, w kraju związkowym Bawaria. W 2022 roku okręg zamieszkiwało 78 230 osób.